# Эрнберг, Элна
Элна Эрнберг (дат. Elna Eleonora Fobian Ørnberg; 20 марта 1890 — 18 марта 1969) — датская балерина и балетный педагог

.

## Биография
Элна Фобиан родилась в Копенгагене в 1890 году. Её родителями были Александр Теобальд Ларсен (Alexander Theobald Larsen) и Йоахимина Беата Эмилия Фобиан (Joachimine Beate Emilie Fobian). После развода Йоахимина вышла замуж за чиновника Акселя Лауэсгаарда, который удочерил Элну.
Элна с 7 лет посещала балетную школу при Королевском театре Дании и ещё будучи ребёнком исполняла роль Амура в балете Amors og Balletmesterens Luner постановки Винченцо Галеотти. Повзрослев, она обучалась стилю Бурнонвиля у Ганса Бека и Вальборг Боршениус.
Элна дебютировала в 1907 году в роли Доброй Феи в балете Les millions d’Arlequin в постановке Эмилии Вальбом. В следующем году в том же балете она исполняла роль Пьерреты и добилась признания зрителей. В 1910 году она стала солисткой и зарекомендовала себя хорошей танцовщицей, исполнив главные роли в постановках Бурнонвиля «Сильфида», Brudefærden i Hardanger, Et Folkesagn, Fjernt fra Danmark, Toreadoren. Благодаря её отличной технике танца и внешним данным, она запомнилась в роли Сванильды в «Коппелии» во время выступлений в Париже, Лондоне и Берлине. Другими заметными её выступлениями стали главная роль в «Сильвии», «Покрывале Пьеретты» (1911) и «Скарамучча» (1912).
В 1910 году Элна стала женой режиссёра Эрика Йорген-Йенсена (Erik Jørgen-Jensen; 1885—1958), от которого у неё в 1911 году родился сын Торкильд (Thorkild). Она развелась с мужем в 1929 году, а 30 мая 1932 года вышла замуж за Йоханнеса Лейфа Эрнберга (Johannes Leif Ørnberg; 1904—1977), солиста Датского королевского балета.
После учёбы у Михаила Фокина, посетившего Копенгаген, Элна больше интересовалась современным балетом: танцевала в En Nat i Ægypten Эмилии Вальбом (1918), Tycho Brahes Drøm Хакона Бёррестена (1924). Также она сотрудничала с Джорджем Баланчиным, когда он прибывал в Дании в 1930—1931 годах со своими работами.
В 1922 году Элна была награждена медалью Ingenio et Arti. В 1933 году она покинула сцену, но продолжала работать педагогом, а в 1936 году с мужем открыла балетную школу.
Когда во время Второй мировой войны Дания была оккупирована нацистами, Элна под влиянием своего мужа согласилась сотрудничать с оккупантами и участвовала в пропагандистских радиопостановках и сценках. После войны она была лишена медали Ingenio et Arti, и в 1946 году они с мужем отбыли 6-месячное тюремное заключение. В конце 1940-х годов они уехали из Дании в Мадрид, где открыли балетную школу. Там она и скончалась в 1969 году.